# Урожай

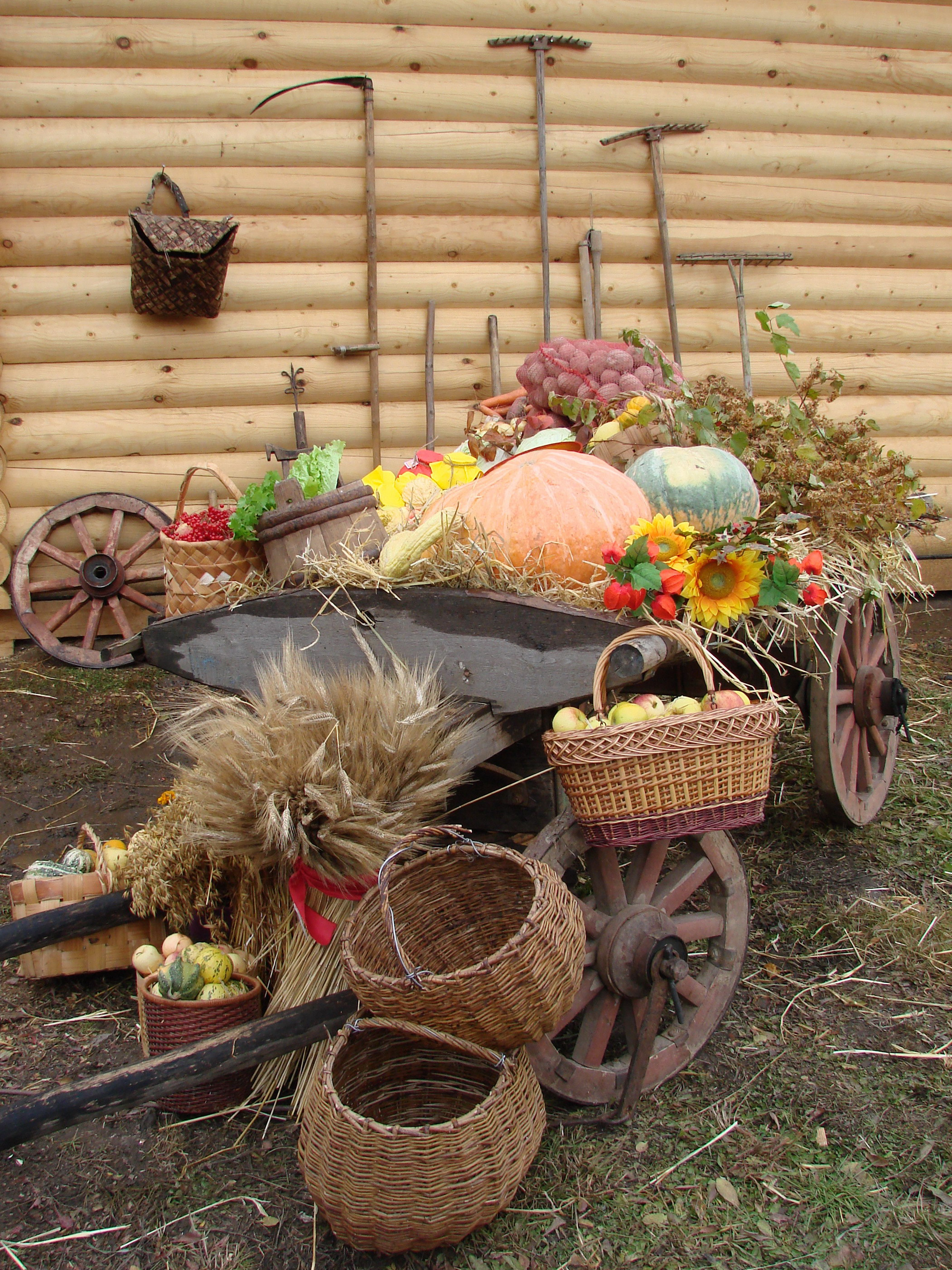
Урожай на телеге

Урожа́й — валовой (общий) сбор растениеводческой продукции, полученной в результате выращивания определённой сельскохозяйственной культуры со всей площади её посева (посадки) в хозяйстве, регионе или в стране.

## Уборка урожая
Сбор урожая — комплекс работ на завершающей стадии производства в земледелии, который включает:
- собственно сбор урожая (скашивание зерновых и трав, выкопку корнеклубнеплодов, теребление льна, сбор плодов и ягод и т. п.);
- доставку урожая к месту послеуборочной обработки;
- послеуборочную обработку урожая, включающую очистку, сушку, сортировку и другие операции;
- транспортировку готовой продукции на склады для хранения и/или реализации;
- закладку на хранение.

## Урожайность
С урожаем связано экономическое понятие урожайность, которое определяется, как количество растениеводческой продукции, получаемой с единицы площади. Урожайность для культур открытого грунта рассчитывают в центнерах с гектара (ц/га), а в теплично-парниковом производстве — в кг с 1 м². В планировании, учёте и экономическом анализе используют несколько показателей урожайности:
- потенциальная урожайность — максимальное количество продукции, которое можно получить с 1 га при полной реализации продуктивных возможностей сельскохозяйственной культуры или сорта. Потенциальная урожайность исчисляется применительно к идеальным и обычным условиям сельскохозяйственными научно-исследовательскими и опытными учреждениями. Показатель потенциальной урожайности используют для определения рациональной структуры земледельческих отраслей, набора сортов и сельскохозяйственных культур в хозяйстве, области или зоне;
- плановая урожайность — количество продукции, которое можно получить с 1 га в конкретных хозяйственных условиях. Плановая урожайность определяется до посева с учетом потенциальных возможностей сорта, достигнутого уровня урожайности, плодородия почвы, обеспеченности хозяйства техникой, минеральными удобрениями и т. п.;
- ожидаемая урожайность (виды на урожай) — предполагаемый сбор продукции, определяемый в отдельные периоды роста и развития сельскохозяйственных культур по густоте стеблестоя и общему состоянию растений. Измеряется в ц с 1 га или оценочно: высокая, средняя, низкая, на уровне прошлого года и т. д. Показатель ожидаемой урожайности используют для планирования агротехнических мероприятий;
- урожайность на корню (биологическая урожайность) — количество выращенной продукции, установленное выборочно — либо глазомерно-оценочным методом, либо методом взятия проб (до уборки урожая, либо расчётно-балансовым методом (после уборки урожая) по данным о фактическом намолоте и потерях в процессе уборки. Показатель биологической урожайности используют в экономическом анализе для изыскания резервов снижения потерь урожая на уборке;
- фактический сбор — урожайность, определяемая по оприходованному или чистому (после обработки) весу выращенной продукции в расчете на 1 га посевной, весенней продуктивной или фактически убранной площади.